# 基王
基王（727年11月20日—728年10月24日），又作基皇子，是日本奈良時代的皇族；聖武天皇的皇長子。

## 姓名
《本朝皇胤紹運錄》僅記載他是親王，「諱基王」，一般認為是「諱某王」的筆誤，其真實姓名不詳。若其名為「基」，根據當時出生後即親王宣下的慣例，他應被稱為「基親王」。

## 生平
基王在神龜四年（727年）出生，是聖武天皇與光明皇后唯一的兒子，他的出生令聖武天皇大感喜悅，出生後32日，即十一月初二（12月22日）就立他為皇太子。不過基王體弱多病，次年（728年）就死去，葬那保山。
藤原氏藉此機會誣陷基王早逝是因為左大臣長屋王施法詛咒，加上長屋王本身是天皇皇位的有力繼承人人選，令聖武天皇對他產生不信任，並引致後來的長屋王之變。